# Medipal Holdings
Die Medipal Holdings Corporation ist ein japanischer Pharmagroßhändler mit Hauptsitz in Chūō. Medipal bezieht pharmazeutische Produkte, Kosmetika und Nahrungszusätze von über 5000 Zulieferern und beliefert damit seine mehr als 240.000 Kunden. Der Kundenstamm des Unternehmens umfasst sowohl Krankenhäuser und Apotheken, als auch Drogerien und Lebensmittelhersteller. In Japan werden über 300 Niederlassungen unterhalten.
Die erste Vorgängergesellschaft der heutigen Medipal Holdings Corporation wurde 1898 gegründet. Durch eine Fusion der drei Arzneimittelgroßhändler Sanseido Co., Kuraya Corporation und Tokyo Pharmaceutical Co. im April 2000 entstand die Kuraya Sanseido Inc. Im Oktober 2009 wurde die Firma Medipal Holdings Corporation angenommen.
In den Forbes Global 2000 belegte Medipal im Jahr 2018 den Rang 1389.